# Eilandgigantisme

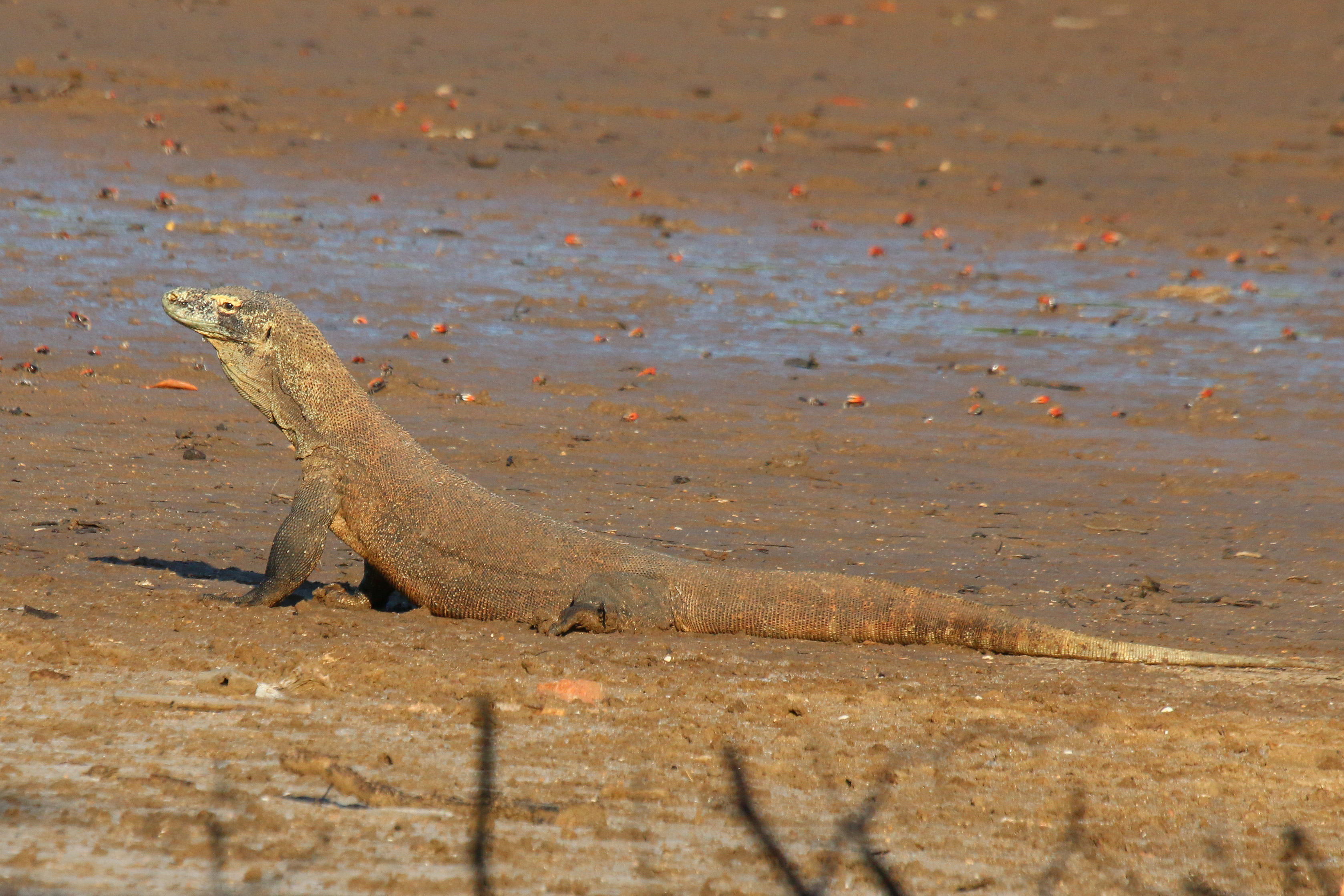
Komodovaraan

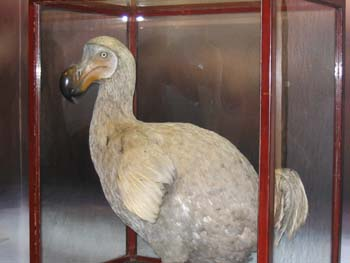
Dodo

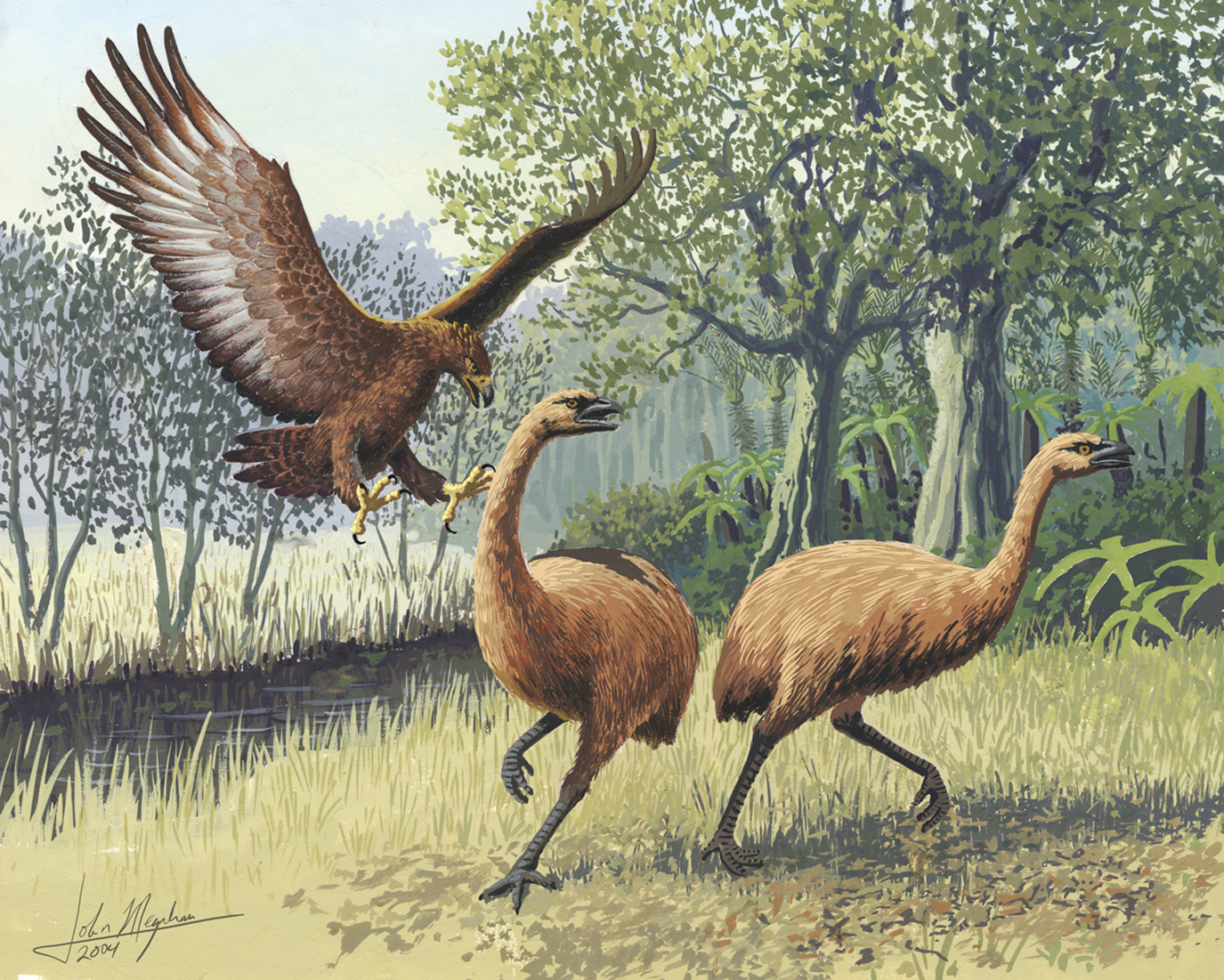
Haasts arend en moa

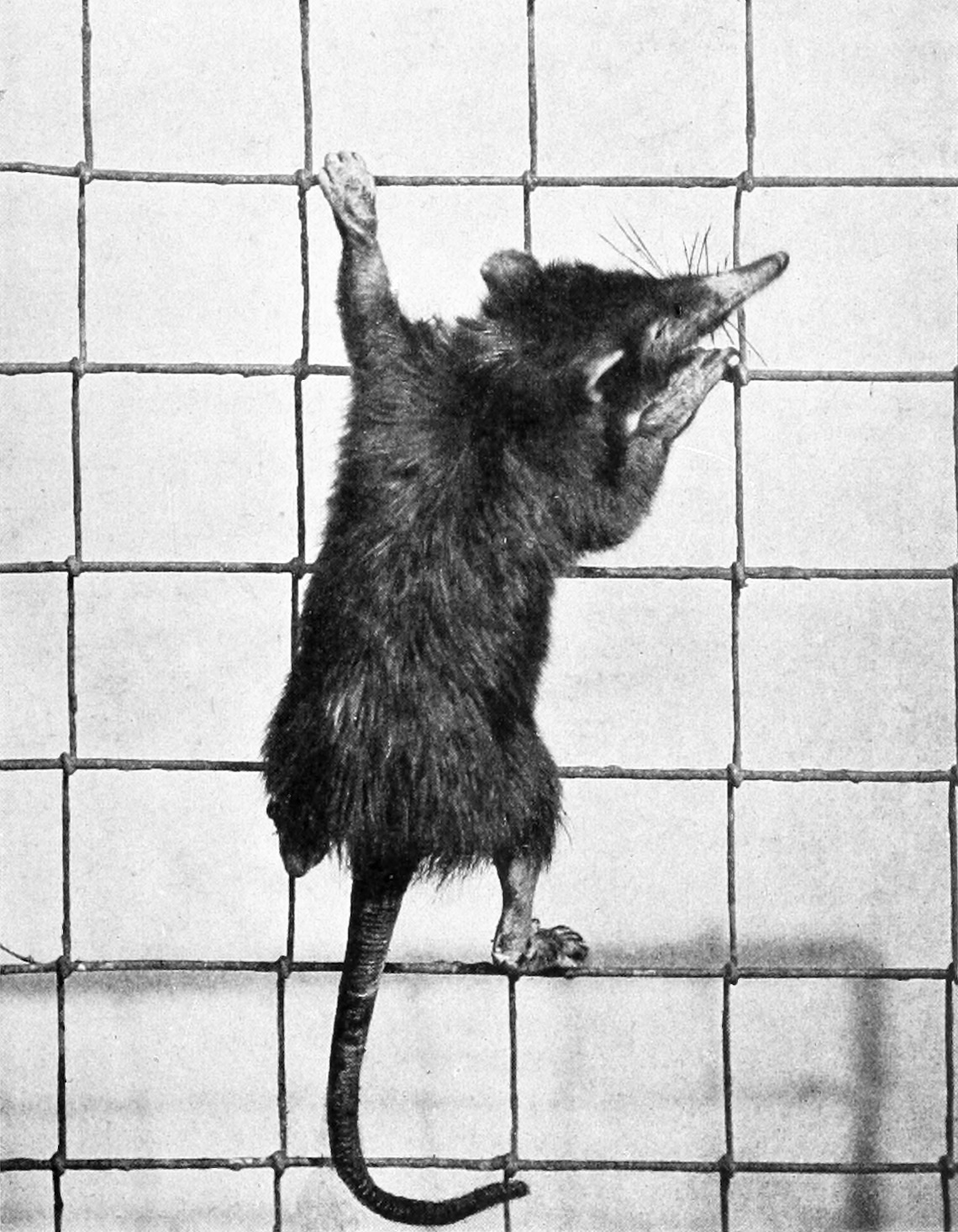
Almiqui

Eilandgigantisme of eilandreusgroei is een evolutionair verschijnsel waarbij de grootte van dieren die op een eiland leven aanzienlijk verschilt van verwante dieren die op het vasteland leven. Dit verschijnsel is een aspect van de Wet van Foster, waarin de beschikbaarheid van grondstoffen en de hoeveelheid predators de grootte van dieren bepaalt. Het tegenovergestelde van eilandgigantisme is eilanddwerggroei. Over het algemeen evolueren kleine diersoorten grotere lichamen en grote diersoorten kleinere lichamen wanneer ze zich op een eiland bevinden.

## Oorzaken
Voor reptielen als de Galapagosreuzenschildpad is het hebben van een grote omvang voordelig. Grotere reptielen hebben minder last van de schaarste van voedsel en water en kunnen langer zonder voedsel dan schildpadden op het vasteland, wat voordelig is op een eiland waar de beschikbaarheid van voedsel beperkter is.
Als er veel predatoren op een eiland aanwezig zijn, zullen prooidieren kleiner zijn om zo beter in staat te zijn om de predatoren te ontvluchten. Wat echter ook gebeurt op eilanden is dat er relatief weinig predatoren kunnen zijn, wat het tegenovergestelde effect heeft op de grootte van herbivoren. In dit scenario zal de grootte van de herbivoren toenemen.
Bij carnivore zoogdieren is eilandgigantisme tamelijk zeldzaam, aangezien zoogdieren meer grondstoffen nodig hebben wanneer ze een groter formaat hebben, wat nadelig is op een eiland.